# Слободан Мисић
Слободан Мисић (надимак који користи као део имена: Брȇнда, N.B. са дугосилазним акцентом, различито од англосаксонског женског имена у којем је краткосилазни акценат) је српско-квебечки спортски радник који је тренирао канадску женску репрезентацију у рукомету за Олимпијске игре у Монтреалу и објавио приручник за тренинг рукометних голмана.
Рођен је 1942. године у Бруснику, а одрастао у Неготину, са мајком; отац му је погинуо у рату кад је имао 3 године. После завршене више школе у Београду и краћег боравка у Загребу, 1960-их година се придружио стрицу који је са породицом био стручњак на међународној размени у Казабланци, где је Мисић радио као један од првих промотера рукомета у тој земљи, а одакле се после десетак година, кад је у Мароку почео раст антизападњачког и ултранационалистичког расположења, који ће кулминирати окупацијом раније шпанске колоније Западне Сахаре, преселио у Канаду (Квебек).
Пошто је написао интерни приручник за тренинг рукометних голмана, Слободан Мисић је позван да тренира канадску женску репрезентацију у рукомету за Олимпијске игре у Монтреалу 1976. године. Књига је касније прештампана за спортског издавача.
Једно време је предавао спортске предмете и био тренер рукомета на Универзитет Квебек у Троа Ривјер. Из активног бављења спортом се повукао 1980-их. Живи у Монтреалу.
Рани промотер фудбала у Србији, Божидар Мишић из Пирота, Мисићев је деда-ујак.
Српско- канадски песник, преводилац и теоретичар рода и пола, Миодраг Којадиновић, унук је Мисићеве тетке.